# Harlinge

Harlinge är en by i Torsåkers socken, Gnesta kommun.
Gården omtalas i skriftliga handlingar första gången 1357. Namnet är dock från järnåldern, och i anslutning till ett gården finns även ett gårdsgravfält. På gårdens ägor har även en spjutspets från bronsåldern påträffats. Harlinge har varit kyrkoherdeboställe i Torsåkers socken, och på gården finns två prästbostäder. Den äldsta i karolinsk stil med valmat tak härstammar från 1600-talet medan det yngre huset uppförts kring sekelskiftet 1800.